# 박상운
박상운(1984년 9월 25일 ~)은 대한민국의 댄스스포츠 선수다.

## 학력
- 중앙대학교 사회체육학과 학사

## 방송
- 댄싱 위드 더 스타 1 (2011) - 10위

## 수상
- 제12회 회장배 전국댄스스포츠 선수권대회 프로 라틴 3위 (2015)